# Physcomitrium integrifolium
Physcomitrium integrifolium là một loài Rêu trong họ Funariaceae. Loài này được Hampe & Müll. Hal. mô tả khoa học đầu tiên năm 1855.